# Schulzentrum Nord (Pinneberg)
Das Schulzentrum Nord ist eine Grund- und Gemeinschaftsschule ohne Oberstufe in der Kreisstadt Pinneberg. Daneben bietet die Schule Deutsch als Zweitsprache als DaZ-Zentrum an. Die Schule befindet sich im Ortsteil Pinneberg-Nord.

## Geschichte
Am Standort war früher die Georg-Kerschensteiner-Schule ansässig, eine Grund- und Hauptschule. Die Karl-Sörensen-Schule (Realschule) nutzte früher den Standort Lindenstraße in der Innenstadt, der an das Johannes-Brahms-Gymnasium ging. 2010 wurde Kerschensteiner- und Sörensen-Schule fusioniert und zur Grund- und Gemeinschaftsschule ohne Oberstufe umgewandelt. Damit war das Schulzentrum Nord eine von drei Gemeinschaftsschulen in der Stadt Pinneberg.
Der erste Schulleiter der fusionierten Schule war Holger Witt, von 2017 bis 2021 übernahm Susanne Gilberg-Lemke, seit 2021 leitet Stefani Quoß die Schule. Die Schule hatte im Schuljahr 2022/2023 gut 520 Schüler und wurde in der Sekundarstufe dreizügig betrieben.

## Standort und Architektur
Das etwa 22.000 m² große Schulgelände grenzt westlich an die Straße Schulenhörn und liegt östlich der Hauptstraße Westring in einer Wohngegend mit Mehrfamilienhäusern im Norden der Stadt Pinneberg. Die Schule besteht aus drei großen Gebäudetrakten. Der Altbau wurde 1967 erbaut. Der Neubau wurde 2011 eingeweiht. Zu dem Gelände gehören eine Mensa, ein Beachvolleyballfeld, eine Weitsprunganlage, ein Fußballplatz sowie ein Tartanplatz und eine Tartanbahn. Die Schule hat weiter eine Sporthalle und eine Gymnastikhalle, beide 1968 erbaut.

## Schulprofil
Das Schulzentrum Nord ist eine offene Ganztagsschule. Getragen wird der offene Ganztag im Auftrag der Stadt Pinneberg durch die KiTa-Waldstraße. Die Schüler haben die Möglichkeit bis 17:00 Uhr betreut zu werden und Angebote bzw. AGs wahrzunehmen. Der offene Ganztag bietet ein Mittagstisch-Angebot für die Schüler, das von einem Caterer bereitgestellt wird. Der Schule ist außerdem ein Jugendtreff namens Club Nord angegliedert, dessen Räumlichkeiten und Außengelände von Kindern ab der fünften Klasse nachmittags genutzt werden können.
Als Fremdsprachen werden am Schulzentrum Nord Englisch und Französisch angeboten, wobei Englisch für alle Schüler ab der dritten Klasse verpflichtend ist. Des Weiteren stellt die Schule ein vielfältiges Sportprogramm, Workshops und Kurse in Kunst und Musik und praktische Projekte und Zusammenarbeit mit lokalen Unternehmen für die Berufsorientierung zur Verfügung.
Die Schule dient als DaZ-Zentrum für schulpflichtige Kinder und Jugendliche ab der fünften Klasse, mit kaum oder keinen Deutschkenntnissen und bietet darüber hinaus zwei Sprachintensiv-Maßnahmen für fünfjährige Vorschulkinder an. Zudem gehörte das Schulzentrum Nord von 2019 bis 2024 zu den 62 Perspektiv-Schulen in Schleswig-Holstein und setzt die Schulentwicklung als Teil des Startchancen-Projekts von 2024 bis 2034 datenbasiert fort.
Das Schulzentrum Nord bzw. seine Vorgängerinstitution Georg-Kerschensteiner-Schule ist seit 1997 als Courage-Schule zertifiziert. Zu den Paten gehörten die Politikerin Kristin Alheit und die Autorin Kirsten Boie. 153 Schulen in Schleswig-Holstein trugen 2025 dieses Label, das sind 17 % aller Schulen im Bundesland. Die Schüler kommen aus fast 40 unterschiedlichen Nationen, sodass viele einen Migrationshintergrund besitzen.